# Salomon Coster
Salomon Coster (* um 1622 in Haarlem; † Dezember 1659 in Den Haag; auch Salomon Hendricxz) war ein niederländischer Uhrmacher des 17. Jahrhunderts. Er war der erste Uhrmacher, der eine Pendeluhr anfertigte.

## Leben und Uhrmacherische Leistung

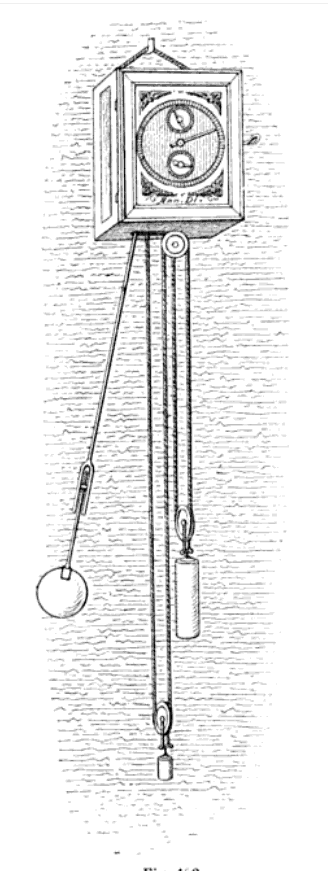
Zeichnung der ersten Pendeluhr von Salomon Coster

Salomon Coster erhielt eine fundierte Ausbildung zum Uhrmacher in Haarlem und fertigte bereits um 1640 hochwertige Reise- und Kutschenuhren an. Kurz nach seiner Heirat im Jahr 1643 zog er nach Den Haag.
1656 entdeckte der holländische Astronom, Mathematiker und Physiker Christiaan Huygens (1629–1695) das Pendelgesetz und entwickelte die Idee, ein Pendel als Gangregler für Uhren einzusetzen.
Coster gelang es in Huygens Auftrag, ein Uhrwerk nach diesem neuen Prinzip zu konstruieren und herzustellen. Die ersten Uhren hatten eine Gangdauer von etwa acht Tagen, wobei das Uhrwerk und das Schlagwerk von einer einzelnen Feder angetrieben wurden. Coster erhielt am 16. Juni 1657 für einundzwanzig Jahre das Privileg, als Einziger diese Art von Uhren herzustellen und zu verkaufen. Seine ersten Pendeluhren signierte er daher mit „Samuel Coster, Haghe, met privilege 1657“.
Coster beschäftigte ab 1657 John Fromanteel, den Sohn des bekannten Londoner Uhrmachers Ahasuerus Fromanteel, für mindestens acht Monate in seiner Werkstatt in Den Haag. Am 3. September 1657 wurde ein Vertrag geschlossen, der es Fromanteel erlaubte, ebenfalls diese Uhren herzustellen. Fromanteel machte Huygens’ Erfindung dann in England bekannt. Ein Jahr später arbeitete Coster eine Zeit lang mit dem französischen Uhrmacher Nicolas Hanet, der später mindestens elf Uhren nach Paris brachte und dort weiterverkaufte. Die Uhren erregten wegen ihrer guten Gangresultate großes Aufsehen und Interesse.
Nach seinem plötzlichen Tod im Dezember 1659 führte seine Witwe den Uhrmacherbetrieb noch für ein Jahr fort. Dann wurde er durch Pieter Visbagh (1634–1722) übernommen, einem Uhrmacher aus Middelburg mit dem Coster bereits von 1646 bis 1652 zusammengearbeitet hatte.

## Erhaltene Uhren
Durch sein frühzeitiges Ableben im Jahr 1659 konnte Coster sein Privileg kaum ausnutzen und selber nur etwa dreißig Pendeluhren herstellen, wovon heute noch sieben Stück in Museen und privaten Sammlungen existieren. Einige seiner frühen Reiseuhren sind ebenfalls erhalten.
Eine Uhr aus dem Jahr 1657, also aus dem Jahr, in dem Huygens Erfindung patentiert wurde, entdeckte man im Mai 1923 zufällig im Rijksmuseum Amsterdam, wo sie in Vergessenheit geraten war und in der Ausstellung unmarkiert an einer Wand hing. Nach einem späteren Umbau des Museums ging sie aber wieder verloren. Die älteste erhaltene Pendeluhr von Coster datiert ebenfalls von 1657. Sie befindet sich heute im Museum Boerhaave in Leiden in den Niederlanden.
Costers Pendeluhren wiesen eine Gangdauer zwischen 30 Stunden und 8 Tagen auf. Sie wurden entweder durch Federzug oder Gewichte angetrieben und mehrere Uhren hatten ein Schlagwerk. Die Werke wurden in einfachen, mit Ebenholz furnierten Uhrenkästen montiert. In einem Brief an Ismael Boulliau nennt Huygens, in dessen Name die Uhren verkauft wurden, im Januar 1659 Preise zwischen 48 und 130 Gulden.
Basierend auf Costers Uhren entwickelte sich der bekannte niederländische Uhrentyp der Haagse Klok.